# دروازه ارگ (اراک)
دروازه ارگ اراک، یکی از چهار دوازه و مهم‌ترین دروازه ارگ سلطنتی اراک بود. این دروازه رو به میدان ارگ در تقاطع گذر شمالی بازار بود. این دروازه به همراه ارگ حکومتی اراک در سال ۱۳۶۱ به طور کامل تخریب شد.